# Ditaxis erubescens
Ditaxis erubescens là một loài thực vật có hoa trong họ Đại kích. Loài này được (J.R.Johnst.) Pax & K.Hoffm. mô tả khoa học đầu tiên năm 1912.